# Computer a DNA
Con il termine generico di computer a DNA ci si riferisce ad una forma di computer che utilizza il DNA (e quindi la biochimica e la biologia molecolare) al posto dei tradizionali computer a base di silicio. Si tratta di un soggetto di ricerca e sviluppo di estremo interesse.

## Storia
Il DNA è stato utilizzato per la prima volta nel campo dell'informatica nel 1994 dal celebre matematico Leonard Adleman, per risolvere un semplice problema di cammino hamiltoniano (un problema NP-completo). Dopo gli esperimenti iniziali di Adleman, sono stati fatti numerosi progressi e molte macchine di Turing sono state dimostrate essere costruibili.
Nel 2001 alcuni ricercatori del Weizmann Institute of Science di Rehovot, in Israele, hanno presentato una macchina molecolare programmabile, composta da enzimi e molecole di DNA invece di microchips di silicio. Tale computer, in grado di svolgere 330 000 miliardi di operazioni al secondo, si è rivelato oltre 100000 volte più rapido del PC più rapido allora disponibile.
Nel 2004 Ehud Shapiro, Yaakov Benenson, Binyamin Gil, Uri Ben-Dor e Rivka Adar del Weizmann Institute hanno annunciato su Nature la costruzione di un computer a DNA.
Si tratta di una struttura accoppiata con un modulo per l'input e l'output ed in grado di diagnosticare l'attività cancerosa all'interno di una cellula, rilasciando il farmaco adatto in seguito alla diagnosi.